# Cuevo
Cuevo – miasto w Boliwii, w departamencie Santa Cruz, w prowincji Cordillera.